# Tecnovigilância

## Tecnovigilância
A tecnovigilância ou vigilância de dispositivos médicos é a área da vigilância sanitária que se encarrega da segurança dos dispositivos médicos e outros produtos para saúde, por exemplo, equipamentos e materiais hospitalares, produtos ortopédicos, artigos médicos, implantes e produtos para diagnóstico in vitro. Internacionalmente, a tecnovigilância está sendo desenvolvida há várias décadas. No Brasil, entretanto, vem sendo implementada de fato após o ano 2000, com a criação da Agência Nacional de Vigilância Sanitária (ANVISA). Em Portugal, compete à Autoridade Nacional do Medicamento e Produtos de Saúde.

## Tecnovigilância no Brasil
Depois da comercialização dos dispositivos médicos, a vigilância e a preocupação desses têm crescido em importância pela maior abordagem sobre a segurança dos pacientes e também pela suas aplicações no aprimoramento dos produtos, buscando a evolução tecnológica e inovações para a área da saúde. O enfoque é uma análise sistêmica do incidente, minimizando o dano e proporcionando o entendimento das situações de risco, para com isso ter sistema de notificação eficiente e capaz de capturar eventos de diferentes naturezas.
A regulação sanitária para tecnovigilância e o monitoramento dos dispositivos médicos, sobretudo dos de maior risco, vêm sendo aprimorados em diversos países há décadas, porém no Brasil a vigilância desses dispositivos é parte da vigilância sanitária e só foi instituída formalmente por meio da Portaria 593, de 25 de agosto de 2000, da Anvisa, sendo então reconhecida como Tecnovigilância e também alterando o nome da gerência-geral a qual estava subordinada, sendo então denominada como Gerência-Geral de Tecnologia de Produtos para a Saúde, mantendo os processos de registro de artigos, equipamentos e produtos para diagnóstico de uso in vitro e agregando também o processos de inspeção.

No que se refere ao seu processo de trabalho, destacam-se a utilização do Sistema de Notificações para a Vigilância Sanitária, sistema de informações que permite que todos os entes do Sistema Nacional de Vigilância Sanitária tenham acesso em tempo real a notificação de eventos adversos e de queixas técnicas; a publicação das ações de campo no site da Agência Nacional de Vigilância Sanitária, em forma de alertas de tecnovigilância; a regulamentação da tecnovigilância aplicável à empresa detentora do registro do produto; o compartilhamento oportuno das notificações com as empresas detentoras do registro do produto “reclamado”, de modo que essas empresa possam desencadear e registrar no próprio Sistema de Notificações para a Vigilância Sanitária os principais achados do processo investigativo.